# Sanna Pinola
Sanna Pinola (ur. 7 października 1975) – fiński kierowca wyścigowy.

## Biografia
Karierę rozpoczęła w 1983 roku w kartingu. W 1993 roku zadebiutowała w Fińskiej Formule 4. W 1999 roku zadebiutowała Dallarą F396 w Formule 3. Uczestniczyła w edycjach szwedzkiej oraz nordyckiej. W Szwecji zdobyła dwa podia i zajęła trzecie miejsce w klasyfikacji końcowej, za Thedem Björkiem i Marko Nevalainenem, zaś w Nordyckiej Formule 3 była piąta. W roku 2000 zajęła piąte miejsce w Szwedzkiej oraz czwarte w Nordyckiej Formule 3. W sezonie 2001 zdobyła mistrzostwo Nordyckiej Formuły 3. W tym samym roku zadebiutowała w Fińskiej Formule 3. W 2002 roku zdobyła wicemistrzostwo Fińskiej Formuły 3. Była również współprowadzącym programu „Drive in” na kanale MTV3.

## Wyniki
| Legenda oznaczeń w tabelach wyników Wyświetl szablon na nowej stronie | Legenda oznaczeń w tabelach wyników Wyświetl szablon na nowej stronie                                                                     |
| Oznaczenie                                                            | Wyjaśnienie |
| --------------------------------------------------------------------- | --- |
| Złoty                                                                 | Zwycięzca lub mistrzostwo |
| Srebrny                                                               | 2. miejsce lub wicemistrzostwo |
| Brązowy                                                               | 3. miejsce lub II wicemistrzostwo |
| Zielony                                                               | Ukończył, punktował (w klasyfikacji generalnej, gdy zdobył co najmniej jeden punkt na przestrzeni sezonu, poza trzema powyższymi opcjami) |
| Niebieski                                                             | Ukończył, nie punktował (w klasyfikacji generalnej, gdy nie zdobył co najmniej jednego punktu na przestrzeni sezonu)                      |
| Czerwony                                                              | Nie zakwalifikował się (NZ) |
| Czerwony                                                              | Nie prekwalifikował się (NPK) |
| Różowy                                                                | Nie ukończył (NU) |
| Różowy                                                                | Niesklasyfikowany (NS) (w klasyfikacji generalnej, gdy nie został sklasyfikowany w żadnym wyścigu sezonu)                                 |
| Czarny                                                                | Zdyskwalifikowany (DK) |
| Czarny                                                                | Wykluczony (WYK/EX) |
| Biały                                                                 | Nie wystartował (NW) |
| Biały                                                                 | Kontuzjowany (K/INJ) |
| Biały                                                                 | Wyścig odwołany (OD/C) |
| Bez koloru                                                            | Został wycofany (WYC/WD) |
| Bez koloru                                                            | Nie przybył (NP/DNA) |
| Bez koloru                                                            | Nie brał udziału w treningach (NT/DNP) |
| Bez koloru                                                            | Nie został zgłoszony (–) |
| Pogrubienie                                                           | Start z pole position |
| Kursywa                                                               | Najszybsze okrążenie wyścigu |
| †                                                                     | Nie ukończył, ale jego rezultat został zaliczony ze względu na przejechanie więcej niż 90% dystansu wyścigu.                              |
| *                                                                     | Sezon w trakcie |
| 1/2/3                                                                 | Punktowana pozycja w sprincie kwalifikacyjnym                                                                                             |
| Lista systemów punktacji Formuły 1                                    | |

### Szwedzka Formuła 3
| Rok  | Zespół            | Samochód     | Silnik      | Wyniki w poszczególnych eliminacjach | Wyniki w poszczególnych eliminacjach | Wyniki w poszczególnych eliminacjach | Wyniki w poszczególnych eliminacjach | Pkt. | Msc. |
| ---- | ----------------- | ------------ | ----------- | ------------------------------------ | ------------------------------------ | ------------------------------------ | ------------------------------------ | ---- | ---- |
| 1999 |                   |              |             | Szwecja                              | Szwecja                              | Szwecja                              | Szwecja                              | 57   | 3    |
| 1999 | Team FTR          | Dallara F396 | Mugen Honda | 8                                    | 6                                    | 3                                    | 3                                    | 57   | 3    |
| 2000 |                   |              |             | Norwegia                             | Norwegia                             | Szwecja                              | Szwecja                              | 28   | 5    |
| 2000 | F3 Vaisanen Sport | Dallara F396 | Mugen Honda | 4                                    | 5                                    | 4                                    | 8                                    | 28   | 5    |

### Fińska Formuła 3
| Rok  | Zespół                       | Samochód     | Silnik      | Wyniki w poszczególnych eliminacjach | Wyniki w poszczególnych eliminacjach | Wyniki w poszczególnych eliminacjach | Wyniki w poszczególnych eliminacjach | Wyniki w poszczególnych eliminacjach | Wyniki w poszczególnych eliminacjach | Wyniki w poszczególnych eliminacjach | Wyniki w poszczególnych eliminacjach | Wyniki w poszczególnych eliminacjach | Wyniki w poszczególnych eliminacjach | Wyniki w poszczególnych eliminacjach | Wyniki w poszczególnych eliminacjach | Pkt. | Msc. |
| ---- | ---------------------------- | ------------ | ----------- | ------------------------------------ | ------------------------------------ | ------------------------------------ | ------------------------------------ | ------------------------------------ | ------------------------------------ | ------------------------------------ | ------------------------------------ | ------------------------------------ | ------------------------------------ | ------------------------------------ | ------------------------------------ | ---- | ---- |
| 2001 |                              |              |             | Finlandia                            | Finlandia                            | Finlandia                            | Finlandia                            | Finlandia                            | Finlandia                            | Finlandia                            | Finlandia                            | Finlandia                            | Finlandia                            | Finlandia                            | Finlandia                            | 298  | 7    |
| 2001 | JP Vaisanen Group            | Dallara F394 | Mugen Honda | 4                                    | 2                                    | 7                                    | NU                                   | 3                                    | 1                                    | NU                                   | NU                                   | 4                                    | 2                                    | 10                                   | NW                                   | 298  | 7    |
| 2002 |                              |              |             | Finlandia                            | Finlandia                            | Finlandia                            | Finlandia                            | Finlandia                            | Finlandia                            | Finlandia                            | Finlandia                            | Finlandia                            | Finlandia                            |                                      |                                      | 388  | 2    |
| 2002 | Koiranen Brothers Motorsport | Dallara F394 | Mugen Honda | 6                                    | 5                                    | 2                                    | 1                                    | 1                                    | 3                                    | 4                                    | 1                                    | 8                                    | 5                                    |                                      |                                      | 388  | 2    |